# سید متولی عبدالعال
سید متولی عبدالعال (زادهٔ ۲۶ آوریل ۱۹۴۷ – درگذشتهٔ ۱۶ ژوئیه ۲۰۱۵) از قاریان قرآن اهل مصر بود.
وی در ابتدای کار تلاوت به تقلید از استاد عبدالباسط و استاد مصطفی اسماعیل پرداخت اما در ۱۳ سالگی سبک خودش در تلاوت را ابداع نمود.

## زندگی‌نامه
السید متولی عبدالعال در ۲۶ آوریل ۱۹۴۷ در خانواده‌ای مذهبی زاده شد. در ۱۲ سالگی حافظ کل قرآن شد و در ۱۳ سالگی سبکی خاص خود را در تلاوت ابداع کرد. پدرش «متولی» همیشه از خداوند متعال پسری را طلب می‌کرد که در راه گسترش دین اسلام تربیت شده و از عالمان دینی عصر خود شود.
السید متولی عبدالعال از همان اوان کودکی برای تحصیل به مکتب رفت و در آن‌جا با وجود سن اندک ۳ جزء از قرآن را حفظ نمود و در این راه پیشرفت شایانی کرد. وی در ابتدای عرصهٔ تلاوت، به تقلید از استاد عبدالباسط و استاد مصطفی اسماعیل پرداخت. در ۱۲ سالگی به عنوان حافظ کل قرآن مطرح شد و در همین دوران شیوه و احکام تجوید قرائت را آموخت و در محافل و مجالس به تلاوت اهتمام ورزید.
عبدالعال در ۱۳ سالگی راه و روش خاصی برای خویش اتّخاذ نمود و سبک خویش را برگزید زیرا بر این عقیده بود که: «خداوند سبحان در صوت هر انسان، طنین و آوای خاصی نهاده‌است و بر این اساس هیچ‌گاه نمی‌توان صوتی را به صوتی تشبیه نمود. آن زمان که یک قاری پس از ممارست و پشتکار فراوان می‌تواند قاری برجسته‌ای شود، بهتر آن است که طریقه‌ای خاص خویش برگزیده و به این ترتیب بر این سبک که نمایانگر شخصیت حقیقی اوست استوار بماند؛ زیرا الگو ساختن تلاوت خاصی در اوان کودکی و آغاز کار و تقلید از آن شیوهٔ نیکویی است که قاری می‌تواند به این شکل با پیشرفت خویش، سبک خاص خود را انتخاب کند. تلاوت به سبکی تقلیدی از یک استاد، در واقع سبب معروفیت و شهرت همان استاد مقلّد است نه فرد تقلیدکننده و من باز توصیه می‌کنم که هر فردی برای خویش سبکی خاص داشته باشد.
داشتن نفس قوی و طولانی، خواندن پرتحریر، صدای شفاف، داشتن مهارت‌های صوتی و... از ویژگی‌های تلاوت عبدالعال بود، همچنین به جز موضوع تلاوت استادانه، اخلاق نیکو، تواضع و خوشرویی از جمله خصوصیاتی بود که عبدالعال را در قلوب مسلمانان محبوب ساخت.
حضور در کنار بزرگان تلاوت مصر سبب گرایش رادیو تلویزیون مصر به وی و پخش‌تلاوت‌های عبدالعال شد و همین امر خیلی زود آواره این استاد قرآن را در سراسر جهان طنین‌انداز کرد.
عبدالعال در سال‌های عمر با برکتش با قاریان بزرگی مانند، غلوش، شحات انور، طنطاوی، بسیونی، طبلاوی، شعیشع، طاروطی و... به تلاوت پرداخت و به کشور‌های مختلف جهان اسلام از جمله جمهوری اسلامی ایران جهت تلاوت، آموزش به جوانان و داوری در مسابقات قرآن سفر کرد.
سید متولی عبدالعال در سال ۱۳۷۰ خورشیدی به کشور ایران رفت و پس از آن در هشتمین دورهٔ مسابقات بین‌المللی حفظ و قرائت قرآن که در دههٔ فجر همان سال در حسینیهٔ ارشاد جریان داشت عهده‌دار داوری مسابقات شد. وی به شهرهای تبریز، قم، مشهد، کرمان و یزد سفر و در این شهرها به تلاوت قرآن مبادرت نموده‌است. محافلی که او به همراه راغب مصطفی غلوش در شهرهای مختلف ایران اجرا کرده بود جزو محافل تکرار نشدنی تاریخ قرآنی کشور می‌باشد.
وی همچنین به بسیاری از کشورهای عربی و آفریقایی برای تلاوت قرآن سفر کرده‌است.
وی در ۲۵ تیر ۱۳۹۴ در سن ۶۸ سالگی درگذشت و پیکر وی در زادگاهش به خاک سپرده شد.